# 馬哈加擬鱯
馬哈加擬鱯，為輻鰭魚綱鯰形目鱨科的其中一種，為熱帶淡水魚類，分布於亞洲蘇門答臘及婆羅洲東部淡水流域，體長可達10公分，棲息在底層水域，生活習性不明。

## 扩展阅读
維基物種上的相關：馬哈加擬鱯